# 금산초등학교 (충남)
금산초등학교(錦山初等學校)는 대한민국 충청남도 금산군 금산읍에 있는 공립 초등학교이다.

## 학교 연혁
- 1945년 11월 13일 금산국민학교 개교 (3학급)
- 1959년 4월 30일 29학급 편성
- 1996년 3월 3일 금산초등학교 개칭
- 1997년 10월 8일 특별실 신축(예능실, 과학실, 자료실)
- 2006년 12월 20일 과학실 현대화 사업
- 2009년 2월 28일 교수·학습 도움방 설치
- 2009년 10월 17일 충청남도교육청 지정 실과교육 시범학교 발표
- 2010년 11월 10일 교실 증축 및 다목적 강당 개관식
- 2010년 12월 6일 교육정보화 현장지원 중심 장학지도 우수기관 표창(교육감)
- 2011년 11월 1일 충청남도교육청 지정?표준교육 시범운영 보고
- 2012년 2월 16일 제65회 졸업식(201명, 총인원 10,906명)
- 2012년 3월 1일 31학급 편성(특수학급 포함)
- 2012년 3월 1일 사교육절감형 창의경영학교 운영
- 2014년 3월 1일 금산교육지원청 지정 진로교육 연구학교 운영
- 2015년 2월 13일 제67회 졸업(144명, 총11,183명)
- 2015년 3월 1일 30학급 편성(특수학급 포함)
- 2015년 3월 1일 교육부 요청 다문화 연구학교 운영(2년)

## 동문
12회

## 참고 자료
- 금산초등학교 - 한국교육학술정보원 학교알리미